# Philippe Lafontaine
Philippe Lafontaine, cantante y compositor que nació el 24 de mayo de 1955 en Gosselies, Bélgica.

## Biografía
Lafontaine pasó un corto período en un colegio jesuita que dejó a los 17 para seguir una carrera en la música. Sus primeros éxitos vinieron de escribir y grabar jingles para comerciales de televisión (incluyendo Stella Artois y Coca Cola). A través de la década de 1980 se unió a la comedia musical "Brel en mille temps", en gira en Dakar, Moscú y Leningrado, y lanzó tres álbumes. La canción "Coeur de Loup" fue su primer gran éxito y lanzó su carrera en Europa. La canción ganó muchos premios en Bélgica, Francia y Quebéc. Lafontaine representó a Bélgica en el Festival de la Canción de Eurovisión 1990 en Zagreb con su propia composición "Macédomienne", terminando en 12º lugar. En el 2001, volvió a participar en la comedia musical, componiendo "Celia Free", un musical para niños y adultos. Sus letras son conocidas por estar llenas de doble sentido.

## Álbumes
1. Ou...? (1978)
2. Pourvu Que Ca Roule (1981)
3. Charmez (1987)
4. Fa Ma No Ni Ma (1989)
5. Affaire (À Suivre) (1988)
6. Machine À Larmes (1992)
7. D'ici (1994)
8. Folklores Imagninaires (1996)
9. Compilation Attitudes (1997)
10. Pour Toujours (1998)
11. Fond De Scene Live (1999)
12. De L'autre Rive (2003)